# Botanisk Have, Köpenhamn

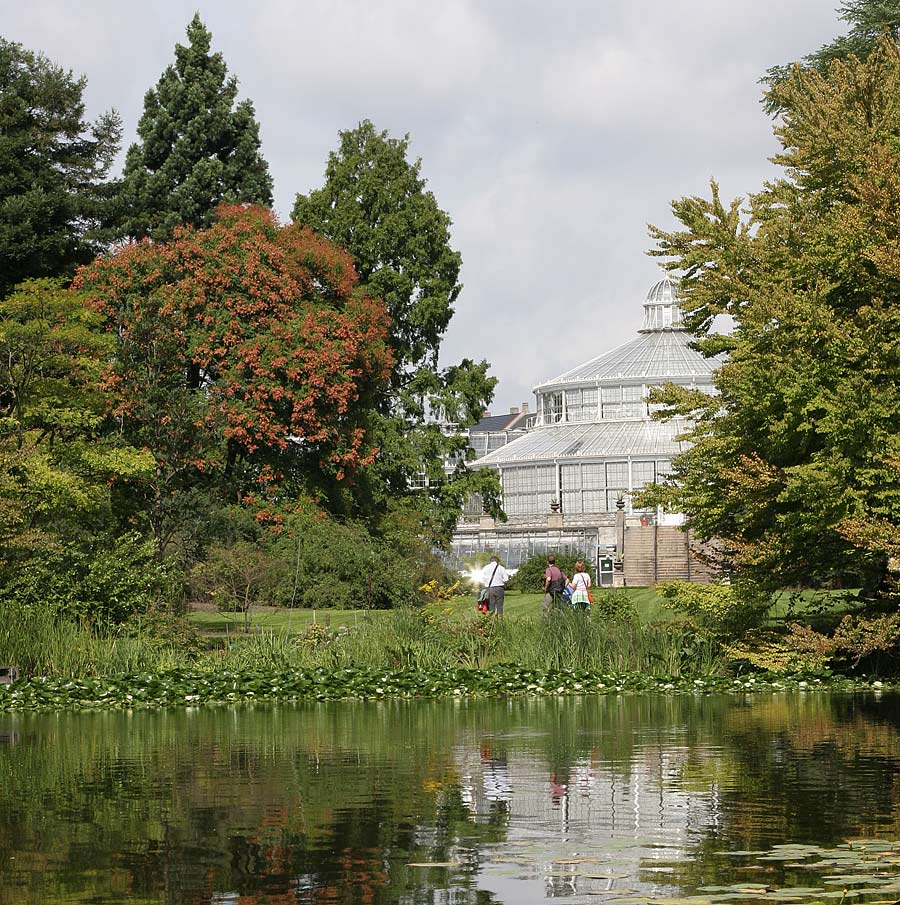
Dammen i Botanisk Have med "Palmehuset" i bakgrunden

Botanisk Have i Köpenhamn är en botanisk trädgård (have betyder just 'trädgård' på danska) som sorterar under Köpenhamns universitet. Trädgården fungerar både som forskningsinstitution och som rekreationsområde med fri tillgång till större delen.

## Historia

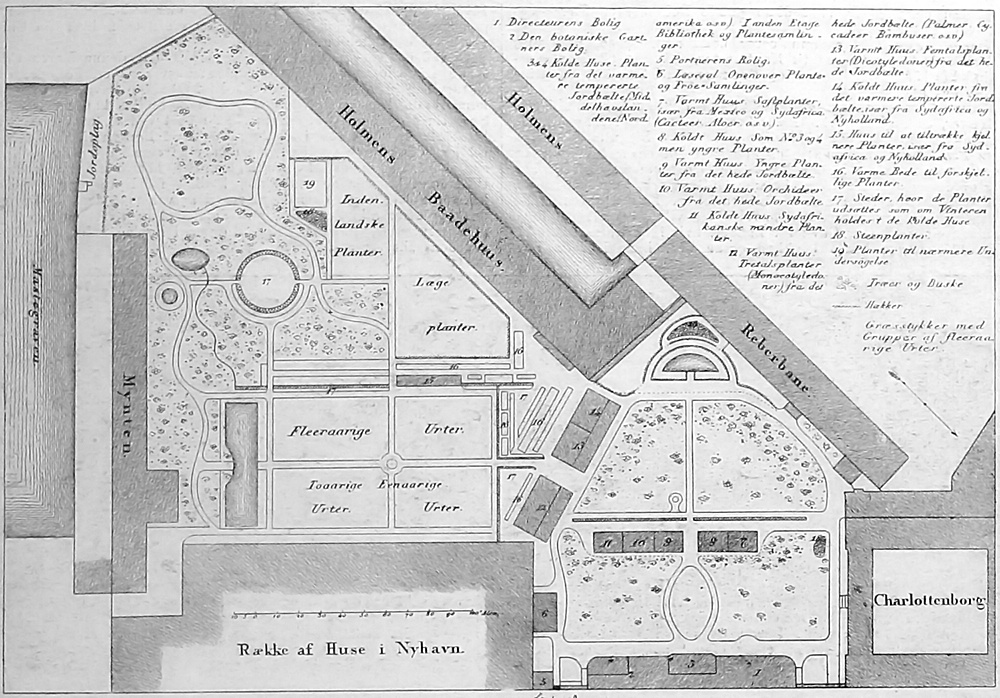
Karta från 1847 över den tredje trädgården vid Charlottenborg (som syns till höger)

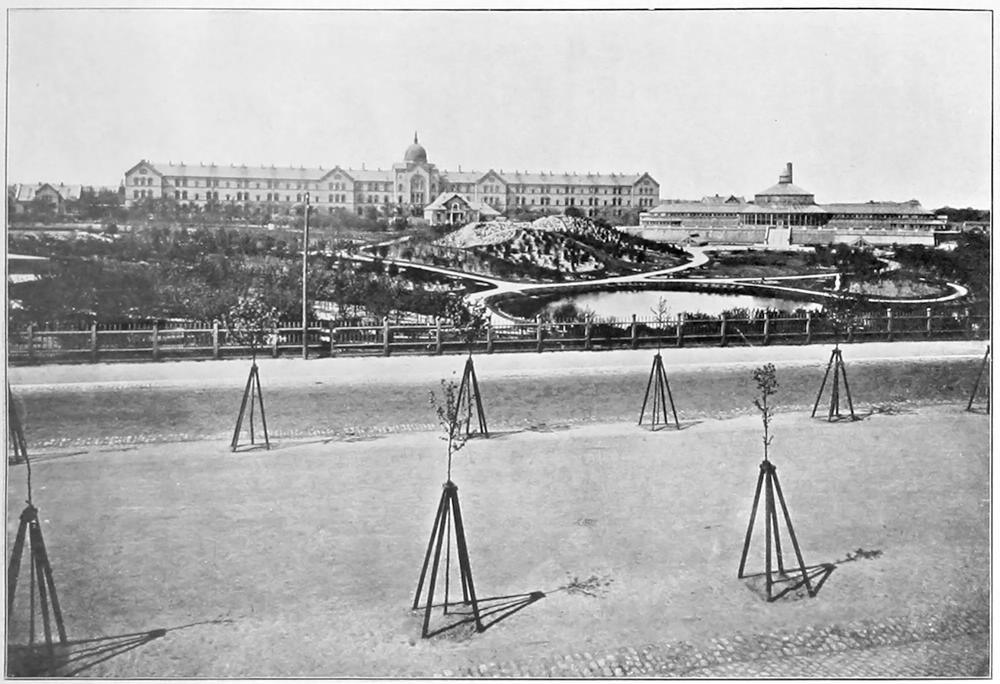
En vy över den nuvarande trädgården på 1870-talet strax efter anläggandet, tagen från den nyanlagda Nørre Voldgade; i bakgrunden syns Palmehuset (t.h.) och Kommunehospitalet

### Den första trädgården
Botanisk Haves historia går tillbaka till den 2 augusti 1600, då den första trädgården anlades genom ett kungligt gåvobrev vid de nuvarande Fiolstræde och Krystalgade. Den var mycket liten och användes speciellt av medicinare, innehöll inte mycket annat än de vanligaste läkeväxterna och kallades ofta "Studiegårdens hortus medicus" ("Studiegårdens medicinska trädgård"). Dess tillgångar var små och ofta tillfälliga; ett väsentligt bidrag var en gåva på 1200 kronedaler som professor Rasmus Bartholin skänkte 1696 så att räntorna kunde bidra till trädgårdens underhåll. Någon trädgårdsmästare var inte anställd och hela trädgården var bara ett bihang till en professorsbostad, där den för tillfället inlogerade professorn stod för underhållet oavsett hans intresse eller kunskaper på området. Det odlades knappast mer än sådär 200 arter och de var ordnade alfabetiskt. Efter Köpenhamns brand 1728 inskränktes trädgårdsområdet ytterligare för att ge plats till gatuutbyggnader. Denna trädgård fanns kvar till 1778, då den reducerades till en lustträdgård åt professorsbostaden.

### Den andra trädgården
Under tiden hade naturvetenskaperna gjort framsteg, som på det botaniska området främst drevs genom Carl von Linnés insatser. Även i Danmark fick botaniken ett uppsving. Bland annat inkallades den tyske botanikern Georg Christian Oeder 1752, och under honom anlades en ny botanisk trädård på en tomt som Frederik V skänkte vid Amaliegade. Anläggandet kom att ta lång tid på grund av utdikning, planering och uppodling - vartill kom uppförande av växthus, föreläsningssal och andra lokaler. Bara en del av den tilldelade ytan kom att anläggas; en liten del öppnades för allmänheten 1763.
Den fick aldrig någon större betydelse, bland annat för att den låg långt från universitetet. Samtidigt underhölls den tidigare trädgården, så att universitetet faktiskt hade två trädgårdar. 1778, 25 år efter anläggandet, köpte Christian VII tillbaka trädgården vid Amaliegade för 5000 rigsdaler för att ge plats åt nya bostäder och affärsbyggnader.

### Den tredje trädgården
En ny Botanisk Have anlades 1778 i Charlottenborgs slottsträdgård som kungen skänkte för ändamålet. Trädgården skulle drivas och finansieras av kungen och universitetet i samarbete och den fick därför två föreståndare: Christen Friis Rottbøll, som var botaniker och professor i medicin vid universitetet, och Johan Theodor Holmskiold som var gehejmeråd och utsedd av kungen.
Denna trädgård var i många hänseenden en stor succé. Antalat arter ökade med tiden till uppemot 10 000, och det uppfördes växthus, bibliotek och samlingar. Den var, efter några utvidgningar, 2,3 hektar stor och övergick 1817 helt till universitetet. De stora krav som vetenskapen ställde på Hortus academicus och dess faciliteter, plus den betydelse som trädgården hade för befolkningen, gjorde att behovet av ytterligare utrymme blev allt mer påträngande. H. C. Andersens Den lille Idas Blomster (Lilla Idas blommor) har inspirerats av trädgården och Ida Thiele (dotter till Just Mathias Thiele).

### Den fjärde trädgården
Anläggandet av en ny trädgård, dagens Botanisk Have, påbörjades 1871 och slutfördes 1874 på delen av fästningsvallen Østervold, med tillhörande glacis (fältvall), från Gothersgade till universitetets (nu nerlagda) observatorium. Henrik August Flindt stod för trädgårdens utformning. Trädgården blev naturskyddad 1969.

## Trädgårdens uppbyggnad

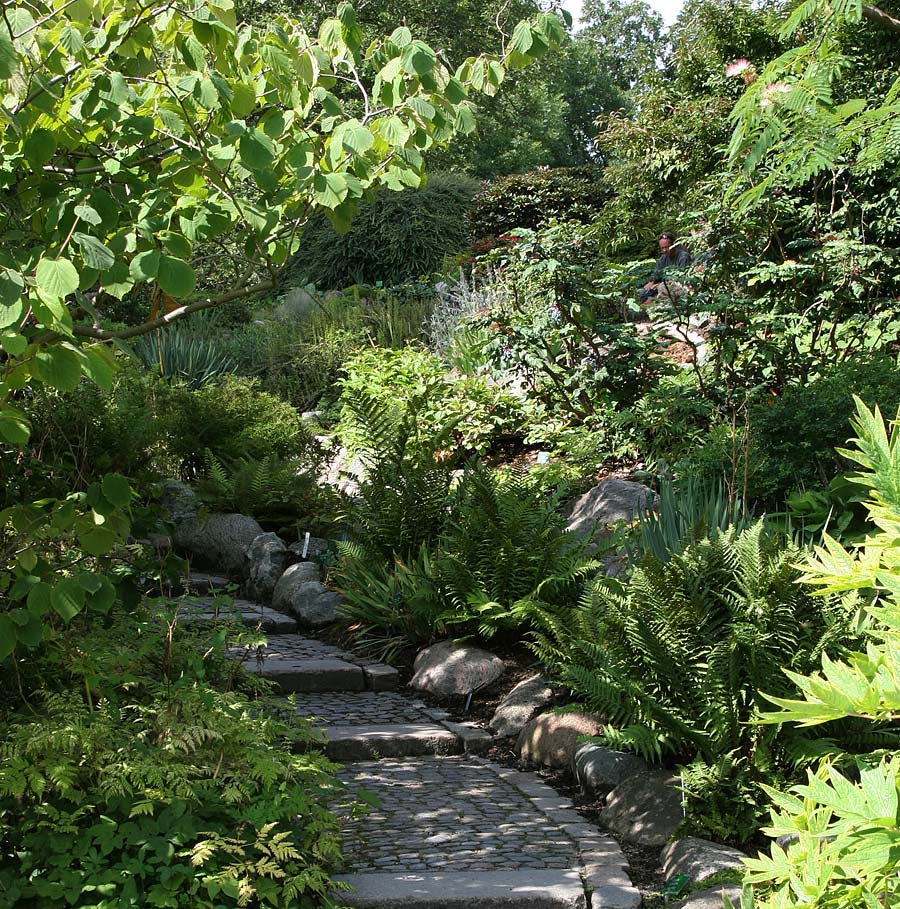
Passage uppför "stenhögen".

Idag odlas över 22 000 olika registrerade växter som är fördelade på ett antal frilandsavsnitt och växthus. De olika avsnitten ar anlagda med markförhållanden som svarar mot olika växtgruppers krav. Utomhuspartierna innefattar bland annat:
- Danska kvarteret med vilda danska växter.
- Moränbädden med växter från bergsområden.
- Perennkvarteret med vilda perenner.
- Stenhögarna, rester från Østervolds gamla skansar. Här växer bergsväxter i olika jordmåner.
- Granbacken med olika barrträd.
- Östasiatiska kvarteret med vilda växter från Kina och andra delar av Östasien.

Därtill kommer 27 växthus med olika växtgrupper och ståndortsfaktorer. Av dessa är tio öppna för allmänheten. De mest kända är de fem som ingår i det stora Palmehuset ("Palmhuset") som funnits sedan anläggandet av trädgården.